# ميكائيل مرسيليا
ميكائيل مرسيليا (بالفرنسية: Mickaël Marsiglia) هو لاعب كرة قدم ومدرب كرة قدم فرنسي في مركز الوسط، ولد في 25 ديسمبر 1975 في لا سيوتا في فرنسا. لعب مع أولمبيك مرسيليا وراسينغ فيرول ونادي ستراسبورغ ونادي قرطاجنة ونادي كان ونادي كلايد.

## وصلات خارجية
- هذه المقالة غير مرتبط بويكي بيانات